# 906 (číslo)
Devět set šest je přirozené číslo. Římskými číslicemi se zapisuje CMVI a řeckými číslicemi ϡϝʹ. Následuje po čísle devět set pět a předchází číslu devět set sedm.

## Matematika
906 je:
- Deficientní číslo
- Složené číslo
- Nešťastné číslo

## Astronomie
- (906) Repsolda je planetka hlavního pásu, kterou objevil v roce 1918 Friedrich Karl Arnold Schwassmann

## Roky
- 906
- 906 př. n. l.